# Porto (restaurante)
O Porto é um restaurante em Chicago, Illinois, que serve culinária portuguesa e frutos do mar, e recebeu uma estrela Michelin.

## Recepção
O Frommer's classificou o Porto com 2 de 3 estrelas.